# Всесвіт DC (медіафраншиза)
Всесвіт DC або DCU (англ. DC Universe) — американська медіафраншиза та вигаданий всесвіт, що об'єднує супергеройські фільми та інші продукти, засновані на коміксах компанії DC Comics і розроблені компанією Warner Bros. та її підрозділом DC Studios. Франшиза замінила собою розширений всесвіт DC.

## Створення та історія

### Передумови
Протягом існування розширеного всесвіту DC, попередника всесвіту DC, франшиза мала безліч проблем: негативні рейтинги та комерційні провали кількох фільмів, постійні реструктуризації, зміни бачень всесвіту та стратегії його розвитку. Після придбання Warner Bros. та DC компанією Discovery у 2022 році новий генеральний директор, Девід Заслав, прагнув докорінно змінити розширений всесвіт DC та реструктуризувати DC Entertainment, тому він почав шукати нового творчого лідера для DC Films, що за своєю роллю був би схожим на президента Marvel Studios Кевіна Файгі. Керівництво Warner Bros. Discovery вважало, що DC недостатньо використовує своїх ключових персонажів на кшталт Супермена та їй бракує «послідовної творчої та брендової стратегії». У червні 2022 року Девід Заслав оголосив, що DC Films буде відокремлено від Warner Bros. у структурі WBD, але підрозділ буде залишатися під наглядом голів Warner Bros. Як тимчасових лідерів DC Заслав призначив Майкла Де Луку та Памелу Абді, а колишній президент DC Films, Волтер Хамада, за раніше підписаним контрактом, мав залишатися на посаді ще до кінця року. Заслав заявив, що йому потрібен новий 10-річний план фільмів DC і заручився підтримкою виконавчого директора Disney Алана Ф. Горна в пошуку нового лідера для DC. Після розгляду багатьох кандидатів компанія оголосила, що Джеймс Ґанн та Пітер Сафран очолять компанію DC Studios, яка раніше називалася DC Films.

### Розділ перший: Боги та монстри
«Історія DC досить заплутана. Існує мультивсесвіт Стріли. Існує DCEU, який з часом розділився на „Лігу справедливості“ Джосса Відона та всесвіт Снайдера. Є „Супермен і Лоїс“, є всесвіт Рівза… Ми прийшли та зробили [„Загін самогубців: Місію навиліт“], яка переросла у „Миротворця“, і от вже Бетмайт справді існує… Ніхто не стежив за монетним двором, вони просто роздавали інтелектуальну власність так, ніби це подарунки на вечірку будь-яким творцям, які їм усміхнулися.»Оригінальний текст (англ.)
«The history of DC is pretty messed up. There is the Arrowverse. There is the DCEU which then split and became the Joss Whedon Justice League at one point, became the Snyder-verse at the other point. There was Superman & Lois, there's the Reeves-verse... we came in and did [The Suicide Squad] and that became Peacemaker and all of a sudden Bat-Mite is a real guy... No one was minding the mint, they were just giving away IP like they were party favors to any creators that smiled at them.»
— Джеймс Френсіс Ґанн, президент DC Studios про стан кіно- та телеадаптацій коміксів DC до створення всесвіту DC
У січні 2023 року стало відомо, що DCU буде «чималим, але не повним перезавантаженням» DCEU. 31 січня Ґанн та Сафран представили перші проєкти оновленого всесвіту, а також оголосили імена сценаристів, які працювали з ними над загальним сюжетом: Дрю Ґоддард, Джеремі Слейтер, Крістіна Годсон (сценаристка фільму «Флеш»), Крістал Генрі та автор коміксів Том Кінґ. Творчий колектив запланував два «розділи» історії, розрахованих на вісім-десять років, з можливістю подальшого розширення, перший з яких отримав назву «Боги та монстри». Натхненням для побудови всесвіту стали «Зоряні війни» з їхньою розгалуженістю за часом, місцями й подіями, а також серіал «Гра престолів» зі своїми морально складними персонажами. Першими анонсованими фільмами розділу «Боги та монстри» стали наступні стрічки: «Супермен: Спадщина» (згодом перейменовано на «Супермен»), «Авторитети», «Відважний і сміливий», «Супердівчина: Жінка завтрашнього дня» (згодом перейменовано на «Супердівчина») та «Болотяна істота»; Перші анонсовані серіали виглядали наступним чином: «Монстри Коммандос», «Воллер», «Ліхтарі», «Втрачений рай» і «Бустер Ґолд».
Ґанн зазначав, що у всесвіт DC будуть входити також відеоігри, а їх події будуть впливати на загальну історію, так само як впливають події фільмів та телесеріалів. Також було анонсовано імпринт «Інші світи DC» (англ. DC Elseworlds), який мав на меті прояснити глядачам, що події проєктів з цим імпринтом засновані на коміксах DC, але відбуваються не в основному всесвіті, не є канонічними для нього. В інтерв'ю Ґанн казав, що оновлений всесвіт поєднає «діамантових персонажів» DC, таких як Бетмен, Супермен і Диво-жінка, з менш відомими персонажами, які, як він сподівається, стануть такими ж популярними. Він вирішив уникати переказу історій походження Бетмена і Супермена у подальших фільмах, оскільки вважав, що вони є загальновідомими, і відкинув припущення, що DCU зосередиться на «нішевих» персонажах, які цікавлять лише шанувальників коміксів.
Ґанн заявляв, що фільм «Флеш» «скине» хронологію DCEU й зробить DCU «м'яким перезапуском» який збереже окремих акторів і елементи попереднього всесвіту, замінивши інші. Основним критерієм для збереження елементів слугували саме актори. Ґанн і Сафран хотіли б, щоб персонажі мали постійного виконавця, який буде зображувати його в усіх форматах, включно з анімацією. Було підтверджено, що Віола Девіс (Аманда Воллер) і Джон Сіна (Миротворець) повернуться до своїх ролей з «Загону самогубців» і «Миротворця» в DCU, водночас «розпливчаста пам'ять» про події цих проєктів залишиться. Загалом, певні моменти з DCEU вважатимуться канонічними для DCU лише в разі прямої згадки у майбутніх проєктах. Окрім Девіс і Сіни, існувала ймовірність, що актори Джейсон Момоа, Галь Гадот (Диво-жінка), Езра Міллер (Флеш) і Закарі Лівай (Шазам) також повернуться до своїх ролей з DCEU в DCU, але рішення щодо цих персонажів не було прийнято станом на січень 2023 року. Жоден актор не виконуватиме декілька ролей у всесвіті DC, тому якщо Момоа був би затверджений на роль Лобо, він не міг би бути Акваменом у DCU; Зрештою Момоа завтердили на роль Лобо. Ґанн додав, що майбутній фільм DCEU «Синій жук» (2023) не пов'язаний з попередніми фільмами DCEU і потенційно може стати частиною оновленого всесвіту, що було згодом підтверджено режисером фільму Анхелем Мануелем Сото, який сказав, що фільм — частина майбутніх планів всесвіту DC. Ґанн і Сафран незабаром пояснили, що Шоло Марідуенья продовжить виконувати роль Гайме Реєса / Синього жука в DCU, але сам фільм буде окремою історією. У липні 2023 року, після комерційного провалу фільму DCEU «Шазам! Лють Богів», Закарі Лівай висловив сумніви щодо свого повернення в DCU. Наступного місяця Галь Гадот заявила, що працюватиме над фільмом про Диво-жінку разом з Ґанном і Сафраном, але незабаром з'явилася інформація, що це не так — рішення щодо повернення Гадот до своєї ролі в DCU ще не було прийняте. У жовтні 2023 року Variety повідомило, що жоден актор з фільмів DCEU Зака Снайдера не повернеться до своєї ролі в DCU.
Сафран зауважив, що студія гнучко підходитиме до порядку виходу проєктів, хоча деякі ключові для загального сюжету фільми й серіали повинні виходити у певній послідовності. Він також додав, що студія планує випускати два фільми та два серіали на рік. На тлі досвіду колег із Marvel Studios, які випускали фільми без завершених сценаріїв і через це отримували суперечливі відгуки, Ґанн вважав, що прагнення до суворого дотримання дат релізів шкодить індустрії загалом. Він виступав за створення якісних сценаріїв перед запуском виробництва. Як приклад, він навів свій фільм «Загін самогубців: Місія навиліт», який не потребував додаткових знімань — на відміну від інших фільмів DCEU. Порівнюючи всесвіт DC та кіновсесвіт Marvel, Ґанн зазначив, що перший базується на вигаданому всесвіті з власною історією та локаціями на кшталт Метрополіса, Ґотема, Теміскіри й Атлантиди, тоді як MCU зображує альтернативну версію реального світу, де більшість героїв проживає в Нью-Йорку; DCU з самого початку вибудовувався більш послідовно завдяки групі авторів, які працювали над загальною історією, на відміну від MCU; Також у ньому основний акцент зроблено на традиційних супергероях із таємними особистостями, а самі проєкти базуються на конкретних арках і серіях коміксів, на відміну від підходу MCU, що комбінує різні елементи історій Marvel. Уже наступного дня після оголошення проєктів, кілька коміксів, які Ґанн згадав як джерела натхнення, потрапили до списків бестселерів і були розпродані. Ще однією відмінністю між DC і Marvel, яку виокремив Ґанн, була наявність у першої більшої кількості обмежених серій із унікальним тоном, відокремленим від «мейнстримних» коміксів, зокрема «Повернення темного лицаря» (1986), «Вартові» (1986–1987) і «Зірковий Супермен» (2005–2008). Він прагнув відтворити цю атмосферу, дозволяючи творцям кожного проєкту в межах DCU реалізовувати власне бачення. Ґанн також порушив теми смерті й воскресіння у всесвіті, запевнивши, що в разі загибелі персонаж, найімовірніше, залишиться мертвим. Водночас, він не виключав можливості використання типових для коміксів прийомів, як-от ям Лазаря, щоб повернути героїв до життя, якщо це справді служить історії й не знецінює драматизм подій.
Під час презентації перших проєктів нового всесвіту, Ґанн і Сафран повідомляли, що другий сезон серіалу «Миротворець» буде відкладено через зайнятість Ґанна написанням сценарію «Супермена». У лютому 2023 року Ґанн підтвердив, що «Миротворець» не скасовано, а в жовтні уточнив, що другий сезон належатиме до DCU. У грудні стало відомо, що сезон увійде до складу першого розділу. У липні 2024 року стало відомо, що запланований серіал Метта Рівза про Аркгем більше не просувається в розробці.
У грудні 2024 року Ґанн пояснив, що попри оголошення кількох проєктів у межах першого розділу, зокрема фільмів «Відважний і сміливий» та серіалів «Воллер» і «Бустер Ґолд», жоден із проєктів не отримає «зелене світло» початку виробництва, доки сценарій не буде доведено до бажаного рівня та затверджено ним. Невдовзі після цього DC Studios схвалила сценарій Майка Фленаґана до фільму «Глиноликий» і призначила дату виходу — 11 вересня 2026 року. Як зазначив Ґанн, спочатку проєкт не входив до планів DCU, однак після отримання кількох версій сценарію від Фленаґана, які справили сильне враження, було ухвалено рішення не лише дати дозвіл на виробництво, а й інтегрувати фільм у загальну концепцію всесвіту. Він також виділив сценарії для «Супердівчини» та «Ліхтарів» як причини, чому ці проекти були серед перших, що отримали зелене світло, але підтвердив, що один інший фільм, який раніше отримував зелене світло, був закритий до червня 2025 року, оскільки його сценарій не був готовий; Як повідомляється цим проєктом був «Сержант Рок». Він також запевнив, що DCU не буде мати свого «фірмового стилю» і що творчі керівники зможуть втілювати власні ідеї у своїх проєктах. Режисер фільму «Відважний і сміливий» Енді Мускетті повідомив, що розробку стрічки тимчасово призупинено, частково через бажання DC Studios уникнути конфлікту з фільмом «Бетмен 2» Метта Рівза. У лютому 2025 року Ґанн і Сафран заявили, що залишаються гнучкими щодо кількості контенту в межах DCU, однак прагнуть випускати три фільми на рік, два ігрові та один анімаційний, а також по два ігрові та два анімаційні серіали. Вони мали приблизний шестирічний план, що передбачає кросовер, подібний до «Месників» від Marvel Studios, і в кінцевому підсумку планувалося зняти новий фільм про Лігу справедливості, але трактуючи кожен проєкт і персонажа, як окрему «главу» великої історії.

## Фільми
| Назва                                       | Дата виходу                    | Режисер(и)                     | Сценарист(и)                   | Продюсер(и)                                       | Статус                         |
| Розділ перший: Боги та монстри              | Розділ перший: Боги та монстри | Розділ перший: Боги та монстри | Розділ перший: Боги та монстри | Розділ перший: Боги та монстри                    | Розділ перший: Боги та монстри |
| ------------------------------------------- | ------------------------------ | ------------------------------ | ------------------------------ | ------------------------------------------------- | ------------------------------ |
| Супермен Superman                           | 10 липня 2025 11 липня 2025    | Джеймс Ґанн                    | Джеймс Ґанн                    | Пітер Сафран, Джеймс Ґанн                         | Випущено                       |
| Супердівчина Supergirl                      | 26 червня 2026                 | Крейг Гіллеспі                 | Ана Ноґейра                    | Пітер Сафран, Джеймс Ґанн                         | Постпродукція                  |
| Глиноликий Clayface                         | 11 вересня 2026                | Джеймс Воткінс                 | Майк Фленаґан, Гусейн Аміні    | Пітер Сафран, Джеймс Ґанн, Метт Рівз, Лінн Гарріс | Препродукція                   |
| Авторитети The Authority                    | TBA                            | TBA                            | TBA                            | TBA                                               | У розробці                     |
| Відважний і сміливий The Brave and the Bold | TBA                            | Андрес Мускетті                | TBA                            | Джеймс Ґанн, Пітер Сафран, Барбара Мускетті       | У розробці                     |
| Болотяна істота Swamp Thing                 | TBA                            | Джеймс Менголд                 | Джеймс Менголд                 | TBA                                               | У розробці                     |
| Безіменний фільм про Диво-жінку             | TBA                            | TBA                            | Ана Ноґейра                    | TBA                                               | У розробці                     |
| Інші                                        |                                |                                |                                |                                                   |                                |
| Безіменний фільм про Юних титанів           | TBA                            | TBA                            | Ана Ноґейра                    | TBA                                               | У розробці                     |
| Безіменний фільм про Бейна та Дезстроука    | TBA                            | TBA                            | Метью Ортон                    | TBA                                               | У розробці                     |
| Сержант Рок Sgt. Rock                       | TBA                            | TBA                            | Джастін Каріцкіс               | TBA                                               | У розробці                     |
| Безіменний фільм-продовження «Супермена»    | TBA                            | Джеймс Ґанн                    | Джеймс Ґанн                    | TBA                                               | У розробці                     |

### «Супермен»(2025)
Хоча фільм не є історією походження, він зосереджений на молодому Кларку Кенту / Супермені, що працює репортером і взаємодіє з ключовими персонажами, такими як Лоїс Лейн, водночас проходячи шлях примирення свого криптонського спадку з людською родиною у Смолвіллі (штат Канзас). За словами Сафрана, Супермен у цій стрічці — це «втілення правди, справедливості та американського способу життя; він уособлення доброти у світі, де доброту вважають застарілим поняттям».
Джеймс Ґанн почав писати сценарій нового фільму для DC в середині листопада 2022 року, а вже наступного місяця повідомив, що це буде стрічка про Супермена. Він зазначив, що головну роль не гратиме Генрі Кавілл з DCEU, оскільки сценарій орієнтовано на молодшу версію персонажа. Під час презентації перших проєктів DCU у січні 2023 року фільм отримав назву «Супермен: Спадщина». За словами Ґанна, натхненням для нього стала серія коміксів «Зірковий Супермен» (2005–2008) авторства Ґранта Моррісона та Френка Квайтлі, а також ще кілька інших коміксів. У березні Ґанн підтвердив, що сам стане режисером фільму, а Сафран виступить співпродюсером. У червні головні ролі Супермена та Лоїс Лейн отримали Девід Коренсвет і Рейчел Броснаген відповідно. До кінця лютого 2024 року назву стрічки було скорочено до «Супермен», тоді ж розпочалися знімання в Норвегії. Надалі знімання переважно відбувалися на студії Trilith Studios в Атланті (штат Джорджія), завершившись 30 липня. Ґанн і Сафран вважають цю стрічку справжнім початком DCU. Прем'єра фільму відбулася 7 липня 2025 року, в кінотеатральний прокат фільм потрапив 10 липня в Україні та 11 липня в США.
Події «Супермена» розгортаються після першого сезону анімаційного серіалу «Монстри Коммандос» (2024–2025), а Френк Ґрілло знову виконує роль Ріка Флеґа-старшого з цього серіалу. Марія Ґабріела де Фарія вперше з'влилася у ролі Інженера, членкині команди Авторитетів, яка згодом отримає окремий фільм, а також інші персонажі, зокрема Ґай Ґарднер у виконанні Нейтана Філліона та Максвелл Лорд у виконанні Шона Ґанна. До цього Філліон і Ґанн уже з'являлися у фільмі DCEU «Загін самогубців: Місія навиліт» у ролях Корі Пітцнера / Ч.Б.Р. та Ласки відповідно; останній також озвучив Ласку в «Монстрах Коммандос». Крім того, Джон Сіна і Тінаше Каджесе з'являються в ролях Крістофера Сміта / Миротворця і співробітниці A.R.G.U.S. Фло Кроулі, повторюючи свої ролі з фільму «Загін самогубців: Місія навиліт». У фільмі також використовується технологія «Квантове сховище», вперше представлена в першому сезоні телесеріалу «Миротворець» (2022).

### «Супердівчина»(2026)
Ґанн описав «Супердівчину» як «великий науково-фантастичний епік» і «прекрасну, зоряну історію». За сюжетом, протиставляються зневірена Кара Зор-Ел / Супердівчина, яка зростала на уламку знищеної планети Криптон і стала свідком загибелі всіх довкола, та її двоюрідний брат Супермен, якого виховала любляча родина на Землі.
Під час презентації перших проєктів DCU у січні 2023 року Ґанн і Сафран оголосили про екранізацію мінісерії коміксів «Супердівчина: Жінка завтрашнього дня» (2021–2022) авторства Тома Кінґа та Білкіс Евелі. У листопаді того ж року стало відомо, що сценарій фільму пише Ана Ноґейра, а в січні 2024-го на роль Супердівчини затвердили Міллі Алкок — дебют персонажки відбувся у фільмі «Супермен». У квітні 2024 року Крейг Гіллеспі розпочав перемовини щодо ролі режисера, а вже наступного місяця його офіційно призначили постановником стрічки. Знімання проходили з середини січня до середини травня 2025 року на студії Warner Bros. Studios Leavesden, а також у Лондоні та Шотландії. У червні 2025 року з назви фільму було прибрано підзаголовок «Жінка завтрашнього дня». Вихід «Супердівчини» заплановано на 26 червня 2026 року.
У стрічці Джейсон Момоа виконає роль Лобо, раніше актор грав Аквамена у DCEU.

### «Глиноликий»(2026)
Фільм у жанрі боді-горор про перспективного актора, чиє обличчя спотворив гангстер, після чого актор іде на крайню міру та завертається до вченого, який перетворює його тіло на глину.
У березні 2023 року режисер Майк Фленаґан та його партнер по студії Intrepid Pictures Тревор Мейсі зустрілися з Ґанном і Сафраном, щоб обговорити можливість створення фільму про Глиноликого, у якому персонаж не мав би бути антагоністом, як його зображають у більшості коміксів. На той момент не було відомо, чи увійде проєкт до основної хронології DCU, чи буде випущений як окремий фільм в межах «Інших світів DC»; водночас персонаж Глиноликого також мав з'явитися у «Бетмен 2» Метта Рівза. У грудні 2024 року DC Studios офіційно дала «зелене світло» фільму про Глиноликого в межах DCU за сценарієм Фленаґана. Сафран порівнював тональність проєкту з фільмом «Муха» (1986). Продюсерами стали Метт Рівз та Лінн Гарріс від компанії 6th & Idaho Productions, однак Фленаґан не міг зайняти режисерське крісло через зобов'язання щодо свого фільму в франшизі «Екзорцист» та мінісеріалу «Керрі». У лютому 2025 року було підтверджено, що Алан Тюдик не повертатиметься до озвучення Глиноликого, якого він озвучував у «Монстрах Коммандос» та «Гарлі Квінн» (2019–донині), оскільки це не його основна роль у рамках DCU. У той же час режисером фільму було призначено Джеймса Воткінса, а Гусейн Аміні почав працювати над новим варіантом сценарію під кінець травня 2025 року. У червні роль Глиноликого отримав Том Ріс Гарріс. Початок знімань заплановано на серпень 2025 року на студії Warner Bros. Studios Leavesden в Англії. Прем'єра «Глиноликого» запланована на 11 вересня 2026 року.

### «Авторитети»
Ґанн описав «Авторитетів» як команду, яка вважає, що «світ повністю зламаний, і єдиний спосіб його виправити — це взяти все у власні руки. Навіть якщо це означає вбивства, усунення глав держав, зміну урядів — усе, що вони вважають за потрібне для поліпшення світу». Сафран порівняв морально неоднозначну команду з персонажем Джекa Ніколсона Нейтаном Р. Джессапом із фільму «Декілька хороших хлопців» (1992).
Під час представлення перших проєктів DCU у січні 2023 року Ґанн і Сафран оголосили про підготовку фільму, заснованого на команді супергероїв «Авторитети», створеній Ворреном Еллісом і Браяном Гітчем у 1999 році для незалежного видавництва WildStorm. Після придбання WildStorm компанією DC Comics у 2011 році їх персонажі, зокрема члени «Авторитетів», були інтегровані до основної сюжетної лінії коміксів DC. Аналогічно, Ґанн і Сафран запланували включити цих героїв до канону свого DCU, починаючи саме з «Авторитетів». Ґанн називав стрічку своїм пристрасним проєктом, над яким він працював спільно з іншими сценаристами DC Studios, створюючи загальний наратив. Станом на лютий 2025 року пріоритет було надано іншим проєктам, а Ґанн зазначив, що «Авторитети» — надзвичайно масштабний фільм, сценарій до якого розроблявся з труднощами.
У січні 2023 року Ґанн заявляв, що проєкт буде пов'язаний із фільмом «Супермен».

### «Відважний і сміливий»
Фільм досліджує динаміку так званої «Бетсім'ї», зокрема вперше представить сина Брюса Вейна / Бетмена, Деміена Вейна, як одну з версій Робіна. Ґанн охарактеризував стрічку як «дивну історію батька й сина» про Бетмена та Робіна.
Після призначення Ґанна і Сафрана на посади очільників DC Studios, Девід Заслав заявив про оновлену стратегію всесвіту, підкресливши — «Чотирьох Бетменів більше не буде». Уже наступного місяця, презентуючи перші проєкти DCU, Ґанн і Сафран оголосили про фільм «Відважний і сміливий», який має представити версію Бетмена в межах DCU. За словами Ґанна, стрічка заснована на серії коміксів Ґранта Моррісона, що виходила з 2006 по 2013 рік. Було підтверджено, що Бен Аффлек не повернеться до своєї ролі Бетмена з DCEU, тоді як версія персонажа від Метта Рівза існуватиме окремо від основної сюжетної лінії — під брендом «Інші світи DC». У червні 2023 року режисером фільму став Енді Мускетті, постановник фільму «Флеш» (2023); продюсерами виступають його сестра Барбара Мускетті, а також Ґанн і Сафран. Станом на грудень 2024 року розвиток проєкту було тимчасово відкладено через інші зобов'язання режисера, а також для уникнення конфлікту з фільмом «Бетмен 2» від Метта Рівза. До лютого 2025 року фільм отримав сценариста, який тісно співпрацював із Ґанном над сценарієм. Сам Мускетті тоді не був активно залучений до процесу, однак, за словами Сафрана, йому передадуть сценарій після завершення роботи над ним.

### «Болотяна істота»
Готичний фільм жахів, що досліджує «темне походження» Болотяної істоти.
У грудні 2022 року з'явилися повідомлення про зацікавленість режисера Джеймс Менголда у співпраці з Ґанном і Сафраном над проєктом у межах DCU. Коли в січні 2023 року було представлено перші фільми, «Болотяна істота» був одним із них. За словами Ґанна, стрічка черпатиме натхнення з циклу коміксів «Сага про Болотяну істоту» авторства Алана Мура, що виходив у 1984–1985 роках. Невдовзі після анонсу Менголд опублікував зображення Болотяної істоти у соціальних мережах. Уже наступного дня стало відомо, що він веде переговори щодо написання сценарію й режисури, однак не міг їх розпочати до завершення роботи над стрічками «Індіана Джонс і реліквія долі» (2023) та «Боб Ділан: Цілковитий незнайомець» (2024). У квітні з'явилося підтвердження, що Менголд уже почав писати сценарій; Але паралельно він працював також над запланованим фільмом з франшизи «Зоряні війни» і на той момент було невідомо, який із проєктів просуватиметься швидше. Ґанн назвав «Болотяну істоту» особистим проєктом Менголда, який той реалізує з великою пристрастю.
Попри суттєво похмурішу атмосферу, ніж у решті проєктів DCU, Ґанн і Сафран планують поєднати «Болотяну істоту» з іншими проєктами всесвіту.

### Безіменний фільм про Диво-жінку
У червні 2025 року Джеймс Ґанн повідомив, що триває робота над новим фільмом за участі Диво-жінки, який не буде пов'язаний із серіалом «Втрачений рай». Сценарій перебуває в процесі написання, і проєкт поступово розвивається. Наступного місяця стало відомо, що сценарій пише Ана Ноґейра.

### Безіменний фільм про Юних титанів
У березні 2024 року стало відомо, що триває розробка фільму, присвяченого команді Юних титанів, сценарій до якого пише Ана Ноґейра. За словами Ґанна і Сафрана, станом на лютий 2025 року Ноґейра вже передала першу чернетку сценарію.

### Безіменний фільм про Бейна та Дезстроука
У вересні 2024 року було оголошено про створення фільму, в якому мають об'єднатися два відомі лиходії — Бейн та Дезстроук, над сценарієм якого працює Меттью Ортон. У лютому 2025 року підтвердили, що Ортон справді пише сценарій для одного з фільмів DC Studios, хоча, за словами Ґанна, сюжет не зосереджений виключно на цих персонажах, але має з ними певну стилістичну подібність. Очікується, що знімання розпочнуться у 2025 році на студії Warner Bros. Studios Leavesden в Англії.

### «Сержант Рок»
Фільм розповідає про співпрацю сержанта Рока з учасницею французького Руху опору, яка допомагає йому знайти Спис Долі раніше за нацистів. За словами Сафрана, стрічка є історією про героїзм і конфлікт, дії якої розгортаються в період Другої світової війни.
Станом на кінець листопада 2024 року Джастін Каріцкіс завершив роботу над сценарієм фільму за участі персонажа сержанта Рока. Лука Гуаданьїно та Денієл Крейґ, після спільної роботи з Керіцкісом над фільмом «Квір» (2024), вели перемовини щодо режисури та головної ролі відповідно. Хоча угоди з ними ще не були остаточними, й існувала ймовірність скасування проєкту, DC Studios була впевнена в сценарії Керіцкіса, і очікувалося, що саме цей фільм стане наступним проєктом Гуаданьїно перед екранізацією роману «Американський психопат» (1991). У лютому 2025 року повідомлялося, що Крейґ відмовився від ролі через конфлікти в графіку та невдоволенною реакцією на «Квір». У березні до перемовин щодо головної ролі приєднався Колін Фаррелл. Наприкінці квітня виробництво було призупинене — ймовірно, через труднощі з організацією зйомок на локації, хоча залишалася можливість, що проєкт переглянуть пізніше того ж року з перспективою початку знімань у середині 2026 року. У червні Джеймс Ґанн повідомив, що роботу над фільмом поставлено на паузу, оскільки «він ще не зовсім у тому стані, в якому я хотів би його бачити з творчої точки зору» і він відчував, що стрічка потребує деяких змін. Водночас він підтвердив, що проєкт не скасовано і він продовжує рухатися вперед. Наступного місяця Ґанн заявив, що робота над сценарієм триває, а також, що Гуаданьїно більше не бере участі в проєкті.

### Безіменний фільм-продовження«Супермена»
У червні 2025 року Джеймс Ґанн заявив, що почав писати продовження фільму «Супермен», яке не буде прямим сиквелом, але покаже Супермена в головній ролі. Актори головних ролей першог фільму, Девід Коренсвет і Рейчел Броснаген мали підписані контракти на потенційне продовження, але після виходу «Супермена» в липні 2024 року, не очікувалося, що пряме продовження буде оголошено найближчим часом. У серпні Девід Заслав підтвердив, що Ґанн напише і зрежисує наступний фільм про «Суперсім'ю». Цього ж місяця Ґанн повідомив, що він завершив роботу над проміжним сценарієм до фільму, який він описав як наступну історію в «сазі про Супермена» і сподівається незабаром розпочати виробництво.

## Телесеріали
| Серіал                               | Сезон                          | К-ть епізодів                  | Дата показу                    | Дата показу                    | Шоуранер(и)                    | Статус                         |
| Серіал                               | Сезон                          | К-ть епізодів                  | Прем'єра сезону                | Фінал сезону                   | Шоуранер(и)                    | Статус                         |
| Розділ перший: Боги та монстри       | Розділ перший: Боги та монстри | Розділ перший: Боги та монстри | Розділ перший: Боги та монстри | Розділ перший: Боги та монстри | Розділ перший: Боги та монстри | Розділ перший: Боги та монстри |
| ------------------------------------ | ------------------------------ | ------------------------------ | ------------------------------ | ------------------------------ | ------------------------------ | ------------------------------ |
| Монстри Коммандос Creature Commandos | 1                              | 7                              | 5 грудня 2024                  | 9 січня 2025                   | Дін Лорі                       | Завершений                     |
| Миротворець Peacemaker               | 2                              | 8                              | 21 серпня 2025                 | 9 жовтня 2025                  | Джеймс Ґанн                    | Готовий                        |
| Ліхтарі Lanterns                     | 1                              | 8                              | Початок 2026                   | TBA                            | Кріс Манді                     | Готовий                        |
| Бустер Ґолд Booster Gold             | 1                              | TBA                            | TBA                            | TBA                            | Девід Дженкінс                 | Створення пілоту               |
| Воллер Waller                        | 1                              | TBA                            | TBA                            | TBA                            | Крістал Генрі, Джеремі Карвер  | У розробці                     |
| Втрачений рай Paradise Lost          | 1                              | TBA                            | TBA                            | TBA                            | TBA                            | У розробці                     |
| Інші                                 |                                |                                |                                |                                |                                |                                |
| Безіменний серіал про Синього жука   | 1                              | TBA                            | TBA                            | TBA                            | Міґель Пуґа                    | У розробці                     |
| Монстри Коммандос Creature Commandos | 2                              | TBA                            | TBA                            | TBA                            | Дін Лорі                       | У виробництві                  |
| Містер Міракл Mister Miracle         | 1                              | TBA                            | TBA                            | TBA                            | Том Кінґ                       | У розробці                     |

### «Монстри Коммандос»(2024—дотепер)
Після подій першого сезону «Миротворця» Аманда Воллер більше не має змоги наражати людські життя на небезпеку заради таємних операцій, як це було у випадку з Загоном самогубців і командою Миротворця. Замість цього вона формує секретну команду з монстрів, до якої входять Ніна Мазурські, Алекс Сарторіус / Доктор Фосфор, Наречена, Рядовий робот і Ласка; Очолює команду Рік Флеґ-старший.
Ґанн розглядав створення анімаційного серіалу для платформи Max після успіху «Миротворця». Він написав сценарій семисерійного проєкту на основі команди Монстрів Коммандос, не маючи на той момент офіційного контракту. Після призначення на посаду керівника DC Studios, Ґанн схвалив виробництво серіалу. Під час представлення перших проєктів DCU у січні 2023 року «Монстри Коммандос» став першим оголошеним проєктом. Серіал створено у співпраці з Warner Bros. Animation, шоуранером виступив Дін Лорі, а режисером-постановником — Ів Біґерель. Основний акторський склад було підтверджено у квітні 2023 року, зокрема Френка Ґрілло було обрано на роль Ріка Флеґа-старшого та Індіру Варму на роль Нареченої, яку Ґанн назвав головною протагоністкою. Озвучення почалося в травні й завершилося в серпні 2023 року. Перший сезон «Монстрів Коммандос» виходив починаючи з 5 грудня 2024 року до 9 січня 2025 року, як «аперитив» перед стартом кіновсесвіту DCU, який розпочався з фільму «Супермен». У грудні 2024 року серіал було продовжено на другий сезон, виробництво якого вже тривало станом на червень 2025 року.
Шон Ґанн знову озвучив Ласку, як і в фільмі «Загін самогубців: Місія навиліт», а Віола Девіс і Стів Ейджі повернулися до своїх ролей Аманди Воллер та Джона Економоса з цього ж фільму та серіалу «Миротворець». У серіалі згадуються події «Загону самогубців: Місії навиліт», зокрема загибель сина Флеґа, Ріка Флеґа-молодшого (Юель Кіннаман), від рук Миротворця під час операції «Проєкт „Морська зірка“» на острові Корто-Мальтезе. Також у проєкті представлено членів Легкої компанії Рядового робота: сержанта Франкліна Рока (Морі Стерлінґ), Літтл Шур Шот (Роббі Деймонд) та Бульдозера (Пол Бен-Віктор).

### «Миротворець»(сезон 2, 2025)
У лютому 2022 року сервіс відео-на-вимогу HBO Max анонсували другий сезон серіалу «Миротворець», усі вісім епізодів якого мав написати й зрежисерувати Джеймс Ґанн. У лютому 2023 року Ґанн повідомив, що робота над сезоном продовжиться після завершення роботи над серіалом «Воллер», а згодом підтвердив, що «Миротворець» буде його наступним проєктом після фільму «Супермен». У жовтні того ж року він працював над сценарієм і підтвердив, що події нового сезону розгортатимуться в основному всесвіті DC. У березні 2024 року Ґанн повідомив, що «Воллер» було відкладено і натомість спочатку знімуть другий сезон «Миротворця». Знімання мали розпочатися пізніше того ж року паралельно зі зніманнями «Супермена», тому Ґанн більше не зміг би особисто зрежисерувати всі епізоди. Попередні зйомки стартували 13 квітня, а основне виробництво тривало з червня до кінця листопада 2024 року. Прем’єра першого епізоду сезону запланована на 21 серпня 2025 року, а вихід останнього відбудеться 9 жовтня цього ж року.
Події сезону розгортаються після першого сезону мультсеріалу «Монстри Коммандос» та за місяць після подій фільму «Супермен». Френк Ґрілло повернувся до своєї ролі Ріка Флеґа-старшого, тоді як Ізабела Мерсед, Нейтан Філліон і Шон Ґанн також повертаються до своїх ролей із «Супермена»: Кендри Сондерс / Орлиці, Ґая Ґарднера / Зеленого ліхтаря і Максвелла Лорда відповідно. Ґанн заявив, що сезон є прямим продовженням подій фільму «Супермен» і буде пов'язаний з ширшою сюжетною лінією всесвіту DC.

### «Ліхтарі»
У центрі сюжету — Гел Джордан і Джон Стюарт, двоє Зелених Ліхтарів (міжгалактичних героїв, які володіють кільцями, що надають їм надзвичайні здібності), які розслідують таємницю на Землі.
У грудні 2022 року Джеймс Ґанн підтвердив, що персонажі Зелених Ліхтарів відіграватимуть важливу роль у новому DCU. Коли у січні 2023 року Ґанн і Пітер Сафран представили початковий план франшизи, до нього увійшов серіал «Ліхтарі» — нова версія серіалу про Зелених Ліхтарів, який вже довгий час перебував у розробці. Сафран охарактеризував серіал як детективну історію, дія якої відбувається на Землі, і «грандіозну подію рівня HBO» у стилі серіалу «Справжній детектив» (2014—дотепер). Сценарій пілотного епізоду та серіальну «біблію» до кінця травня 2024 року написали Кріс Манді, Том Кінґ (письменник) і Деймон Лінделоф. Манді також взяв на себе обов'язки шоуранера восьмисерійного проєкту, який вийде на HBO. У жовтні 2024 року Кайл Чендлер і Аарон П'єр отримали ролі Гела Джордана і Джона Стюарта відповідно, а Джеймса Гоуза було найнято режисером перших двох епізодів і виконавчим продюсером. Знімання серіалу тривали у Лос-Анджелесі з середини лютого до початку липня 2025 року. Прем'єра серіалу «Ліхтарі» очікується на початку 2026 року.
За словами Сафрана, розслідування, яке проводять Джордан і Стюарт, пов'язане зі загальною сюжетною лінією DCU. Нейтан Філліон повернеться до ролі Зеленого Ліхтаря Ґая Ґарднера з попередніх проєктів DCU.

### «Бустер Ґолд»
Сюжет зосереджений на Майкові Картері, відомому як Бустер Ґолд, який подорожує з майбутнього в сучасність і видає себе за супергероя, використовуючи базові технології свого часу.
Серіал було анонсовано в січні 2023 року, коли Ґанн і Сафран представили перші проєкті DCU. Його описували як «відверту комедію», що розгортається в DCU. У лютому 2025 року стало відомо, що один із шоуранерів, який виявив інтерес до проєкту, зрештою відмовився від участі. У липні 2025 року з'явилося повідомилення, що серіал «просувається», а Девід Дженкінс був найнятий для написання пілотного епізоду та виконання функцій шоуранера, якщо серіал буде продовжено; Дженкінс перейняв серіал від Денні Макбрайда.

### «Воллер»
Серіал, що продовжує історію Аманди Воллер та команди Миротворця.
У травні 2022 року стало відомо, що розробляється серіал-спіноф «Миротворця», присвячений Воллер. Сценаристкою проєкту стала Крістал Генрі, яка також є виконавчою продюсеркою серіалу разом із Джеймсом Ґанном і Пітером Сафраном. Коли Ґанн і Сафран у січні 2023 року презентували початковий план розвитку DCU, «Воллер» стала другим проєктом у списку. Ґанн зазначав, що серіал буде продовженням «Миротворця», другий сезон якого відклали через його зосередженість на решті проєктів всесвіту. Генрі стала співшоуранеркою «Воллер» разом із Джеремі Карвером, а Віола Девіс підтвердила повернення до ролі Воллер із «Миротворця» та DCEU. Прем'єра серіалу спочатку планувалась на 2024 рік як «аперитив» перед виходом Супермена, однак її відклали через страйки в Голлівуді 2023 року. За новим планом, Воллер вийде після другого сезону «Миротворця». У лютому 2025 року Ґанн повідомив, що концепцію серіалу було переосмислено, і творча команда тривалий час працювала над доопрацюванням сценарію.
До своїх ролей у серіалі повернуться й інші актори з «Миротворця», зокрема Стів Ейджі в ролі Джона Економоса.

### «Втрачений рай»
Серіал описується як політична драма про змови та боротьбу за владу на острові Теміскіра, населеному винятково жінками, до народження Диво-жінки.
У грудні 2022 року стало відомо, що Петті Дженкінс більше не працює над продовженням своїх фільмів «Диво-жінка» (2017) та «Диво-жінка 1984» (2020), після того як Джеймс Ґанн і Пітер Сафран повідомили їй, що такий фільм не вписується у нові плани студії. Коли в січні 2023 року Ґанн і Сафран представили початкову концепцію DCU, серед анонсованих проєктів був і «Втрачений рай», який вони порівняли з серіалом «Гра престолів». Назва є відсиланням до арки коміксів «Втрата Райського острову» 2001 року, створеної Філом Хіменесом і Джорджем Пересом, що розповідає про громадянську війну на Теміскірі.

### Безіменний серіал про Синього жука
Серіал, що зосереджений на персонажі Гайме Реєсі, який розробляє студія Warner Bros. Animation. Як очікується, серіал базуватиметься на фільмі DCEU «Синій жук» (2023), проте матиме власну сюжетну лінію. За успішного прийняття проєкт потенційно може прокласти шлях до появи актора Шоло Марідуеньї в повнометражному фільмі DCU. Міґель Пуга працює над серіалом із початку 2024 року та має обійняти посади шоуранера й режисера, сценаристом призначено Крістіана Мартінеза, а виконавчими продюсерами виступають режисер фільму «Синій жук» Анхель Мануель Сото, сценарист Ґарет Даннет-Алькосер і продюсер Джон Рікард. Контракти з основними акторами перебували на стадії узгодження, однак у DC Studios повідомили про позитивну реакцію акторського складу на можливість повернутися до своїх ролей. У липні 2024 року Марідуенья підтвердив, що повернеться до ролі Синього жука в серіалі, а у лютому 2025-го повідомив, що прем'єра запланована на 2026 рік.

### «Містер Міракл»
У червні 2025 року стало відомо, що Warner Bros. Animation розробляє анімаційний серіал для дорослих, заснований на серії коміксів Тома Кінґа «Містер Міракл», де сам Кінґ виступатиме в ролі шоураннера та виконавчого продюсера.

### Інші телесеріали
У липні 2025 року повідомлялося, що Джеймс Ґанн розглядає можливість створення телевізійні спін-офи про допоміжних персонажів фільму Супермен», таких як Майкл Голт / Містер Терріфік у виконанні Еді Ґатеґі і Джиммі Олсен у виконанні Скайлера Ґізондо. Журналіст Джефф Снайдер повідомляв, що Ґізондо, як очікується, зіграє головну роль у серіалі про Джиммі Олсена для HBO Max, який введе лиходія Горилу Ґродда із коміксів у DCU.

## Короткометражки

### «Крипто рятує день!»
У лютому 2025 року було анонсовано випуск серії з чотирьох анімованих короткометражних фільмів, присвячених собаці Крипто. Перша короткометражка дебютувала в серпні 2025 року, разом із виходом фільму «Супермен» на цифрових платформах, тоді як решта три короткометражки мають вийти окремо протягом 2026 року.

## Відеоігри
Після оголошення перших проєктів всесвіту DC, Ґанн підтвердив плани включити відеоігри в загальну сюжетну лінію DCU і сказав, що ігри використовуватимуться для розповіді нових історій, які зможуть заповнити прогалини між фільмами та серіалами. Також відеоігри муситимуть розроблялися таким чином, щоб глядачі, які не грають у них, не пропустили жодного елемента загальної історії. Він очікував, що на створення ігор піде близько чотирьох років. Warner Bros. Games розробляла відеоігри для DCU станом на січень 2024 року.

## Хронологія та послідовність
У вступному тексті фільму «Супермен», що відкриває всесвіт DC, подано кілька фактів, які стосуються хронології цього всесвіту — зокрема, зазначено, що спільнота металюдей вперше з'явилася близько 300 років тому. Пізніше у фільмі показано фреску всередині Зали справедливості, яка зображає діяльність низки героїв того часу: Мадам Ксанаду, Тихого лицаря, Чорного пірата, Затару, Дикого кота, Вайба та інших. Новонародженого Кал-Ела було відправлено на Землю з планети Криптон його батьками — Джор-Елом і Ларою Лор-Ван, після чого його знайшли та всиновили Джонатан і Марта Кенти у містечку Смолвіль (штат Канзас) за тридцять років до подій фільму. Вихований як Кларк Кент, він уперше почав діяти як Супермен за три роки до подій фільму.
У межах «Розділу першого: Боги та монстри» фільм «Супермен» відбувається після подій першого сезону «Монстри Коммандос», а другий сезон «Миротворця» — уже після обох згаданих проєктів.
Фільм «Флеш» (2023), дія якого відбувається в попередній франшизі, розширеному всесвіті DC (DCEU), мав на меті перезапустити хронологію, щоб позиціонувати всесвіт DC (DCU) як «м'який перезапуск», який би значною мірою відкинув попередній канон, але водночас дозволив би включити певних персонажів та акторів із попередньої франшизи. Попри це, після оголошення про створення DCU Джеймс Ґанн заявляв, що в новому всесвіті збережеться «розпливчаста пам'ять» про події, зображені у його проєктах DCEU («Загін самогубців: Місія навиліт» (2021) та першомий сезон «Миротворця» (2022). Згодом він уточнив, що «Загін самогубців: Місія навиліт» не буде ретроактивно приєднано до DCU, проте окремі події з цього фільму вважатимуться частиною всесвіту лише в разі, якщо вони згадуватимуться в наступних проєктах. Наприклад, у мультсеріалі «Монстри Коммандос» показаний Ласка, персонаж-учасник Загону самогубців, у ньому також згадується «Проєкт „Морська зірка“» — операція Загону самогубців на острові Корто-Мальтезе, під час якої Рік Флеґ-молодший загинув від рук Миротворця. Ґанн пояснив, що більшість подій першого сезону «Миротворця» вважаються канонічними для DCU, за винятком камео Ліги справедливості у фіналі сезону, оскільки ця команда ще не сформована в новому всесвіті.
Другий сезон «Миротворця» також має представити концепцію мультивсесвіту в DCU через використання кімнати «Квантового сховища» батька Миротворця, яку було показано в першому сезоні серіалу. Ґанн додав, що ця технологоія є своєрідним «розширенням» технології порталу, яку Лекс Лютор використовував у фільмі «Супермен», підтвердивши, що в DCU вже існує щонайменше 100 альтернативних реальностей.

## Постійні персонажі та актори
Цей розділ включає персонажів, які з'являться або з'являлися в декількох проєктах DCU.
- Порожня сіра комірка означає, що персонаж не з'являвся у фільмі або телесеріалі, або що офіційна присутність персонажа ще не підтверджена.
- «R» означає повторювану роль у фільмі або телесеріалі.
- «U» означає появу без зазначення в титрах.
- «V» означає роль, в якій персонаж з'являється тільки голосом.

| Персонаж                   | Фільми         | Фільми         | Телесеріали                 | Телесеріали           | Телесеріали    | Телесеріали    |
| Персонаж                   | «Супермен»     | «Супердівчина» | «Монстри Коммандос» 1 сезон | «Миротворець» 2 сезон | «Ліхтарі»      | «Воллер»       |
| -------------------------- | -------------- | -------------- | --------------------------- | --------------------- | -------------- | -------------- |
| Джон Економос              | Не з'являється | Не з'являється | Стів ЕйджіVR                | Стів Ейджі            | Не з'являється | Стів Ейджі     |
| Рік Флеґ-старший           | Френк Ґрілло   | Не з'являється | Френк ҐріллоV               | Френк Ґрілло          | Не з'являється | Не з'являється |
| Ґай Ґарднер Зелений ліхтар | Нейтан Філліон | Не з'являється | Не з'являється              | Нейтан Філліон        | Нейтан Філліон | Не з'являється |
| Кендра Сондерс Орлиця      | Ізабела Мерсед | Не з'являється | Не з'являється              | Ізабела Мерсед        | Не з'являється | Не з'являється |
| Максвелл Лорд              | Шон Ґанн       | Не з'являється | Не з'являється              | Шон Ґанн              | Не з'являється | Не з'являється |
| Крістофер Сміт Миротворець | Джон СінаU     | Не з'являється | Не з'являється              | Джон Сіна             | Не з'являється | Не з'являється |
| Аманда Воллер              | Не з'являється | Не з'являється | Віола ДевісVR               | Не з'являється        | Не з'являється | Віола Девіс    |
| Кара Зор-Ел Супердівчина   | Міллі АлкокU   | Міллі Алкок    | Не з'являється              | Не з'являється        | Не з'являється | Не з'являється |

## Сприйняття

### Касові збори
| Фільм      | Дата виходу                 | Касові збори  | Касові збори  | Касові збори | Касові збори  | Бюджет    | Джерело         |
| Фільм      | Дата виходу                 | США та Канада | Решта країн   | Лише Україна | Увесь світ    | Бюджет    | Джерело         |
| ---------- | --------------------------- | ------------- | ------------- | ------------ | ------------- | --------- | --------------- |
| «Супермен» | 10 липня 2025 11 липня 2025 | 334 753 133 $ | 250 300 000 $ | Н/Д          | 585 053 133 $ | 225 млн $ | [ 192 ] [ 193 ] |
| Усього     | Усього                      | 334753133 $   | 250300000 $   | Н/Д          | 585053133 $   | 225 млн $ | —               |

### Відгуки
| Проєкт              | Проєкт     | Критики            | Критики          | Глядачі | Глядачі         | Глядачі    | Глядачі     | Глядачі  |
| Проєкт              | Проєкт     | Rotten Tomatoes    | Metacritic       | IMDb    | Rotten Tomatoes | Metacritic | CinemaScore | PostTrak |
| ------------------- | ---------- | ------------------ | ---------------- | ------- | --------------- | ---------- | ----------- | -------- |
| «Монстри Коммандос» | 1 сезон    | 95% (41 рецензія)  | 74 (12 рецензій) | 7.8     | 79%             | 6.7        | —           | —        |
| «Супермен»          | «Супермен» | 83% (480 рецензій) | 68 (58 рецензій) | 7.5     | 91%             | 7.4        | A-          | 86%      |
| Середнє             | Середнє    | 89%                | 71               | 7.65    | 86%             | 7.05       | A-          | 86%      |

## Інші світи DC
Анонсуючи перші проєкти всесвіту DC у січні 2023 року, Джеймс Ґанн повідомив, що будь-які проєкти DC, події яких не стосуватимуться основного всесвіту DC, матимуть позначку «Інші світи DC» (англ. DC Elseworlds). Варто зазначити, що DC Comics використовує однойменний імпринт для позначення коміксів, які відокремлені від основної сюжетної лінії. Пітер Сафран також зазначив, що для проєктів поза основним всесвітом DC планка буде завищена, і отримати зелене світло на їх розробку буде важче.
Наступні проєкти були підтверджені, як «Інші світи DC»:
- Анімаційний телесеріал «Юні титани, вперед!» (2013 — н.ч.)[201]
- Фільми «Джокер» (2019) та «Джокер: Божевілля на двох» (2024) режисера Тодда Філліпса[201][202]
- Анімаційний телесеріал «Гарлі Квінн» (2019 — н.ч.)[203][неавторитетне джерело]
- Телесеріал «Супермен і Лоїс» (2021 — 2024)[19]
- Всесвіт режисера Метта Рівза:
  - Фільми «Бетмен» (2022) та «Бетмен 2»(інші мови) (2027), а також третій фільм про Бетмена, що перебуває у розробці[201][202][204]
  - Спін-оффи у вигляді телесеріалу «Пінгвін» (2024)[201][202][204][205]
- Запланований фільм про темношкірого Супермена, написаний Та-Нехісі Коутсом(інші мови) та спродюсований Джей-Джеєм Абрамсом[201][206]
- Фільм «Константин: Володар темряви» (2005) режисера Френсіса Лоуренса, та його сиквел, «Константин 2»[207][208]
- Оригінальні анімаційні фільми всесвіту DC(інші мови) (2007 — н.ч.)[209]
- Анімаційний фільм «Різдво малого Бетмена»(інші мови) (2023)[210]
- Запланований анімаційний фільм на основі коміксу «The Jurassic League» Браяна Лінча(інші мови) спродюсований Джейсом Ґанном та Пітером Сафраном[211][неавторитетне джерело]
- Анімаційні телесеріали «Старфайр!», «Мої пригоди зі Зеленим ліхтарем», «Суперсили DC»[en][212]